# Hórus
Hórus ou Horo (ou Heru-sa-Aset, Her'ur, Hrw, Hr, Hor-Hekenu ou Ra-Hoor-Khuit) é, no panteão do Antigo Egito, o deus dos céus e dos vivos. É representado geralmente como filho de Ísis e Osíris, e desempenha um papel fundamental no mito de Osíris como seu herdeiro e como rival de Set, o assassino e irmão de Osíris. Em outras versões, Hathor é considerada mãe de Hórus, e às vezes sua esposa.
É retratado como um falcão ou como um homem com cabeça de falcão, cujos olhos representam o Sol e a Lua. Na mitologia egípicia, matou Set, tanto por vingança pela morte do pai, Osíris, como pela disputa do comando do Egito.
Após derrotar Set, tornou-se o rei dos vivos no Egito. Perdeu um olho lutando com Set, que foi substituído por um amuleto de serpente, (que os faraós passaram a usar na frente das coroas), o olho de Hórus, que simbolizava o poder real. Depois da recuperação, Hórus pôde organizar novos combates que o levaram à vitória decisiva sobre Set.
O olho que Hórus feriu (o olho esquerdo) é o olho da Lua, o outro é o olho do Sol, conhecido como o olho de Rá. Esta é uma explicação dos egípcios para as fases da lua, que seria o olho ferido de Hórus.
Alguns detalhes do personagem foram alterados ou mesclados com outros personagens ao longo das várias dinastias, seitas e religiões egípcias, tendo até, supostamente, sido inspiração para a história de Jesus Cristo na religião cristã.

## A Concepção de Hórus
De acordo com uma lenda difundida no Antigo Egito, Hórus foi concebido por Isis, quando Osíris, seu pai, já estava morto. A lenda sugere que a fecundação ocorreu quando Isis, na forma de um pássaro, pousou sobre a múmia do esposo, que estava deitado em um sofá.

Olho esquerdo wedjat, também conhecido como o Olho de Hórus, complementar ao Olho de Rá.

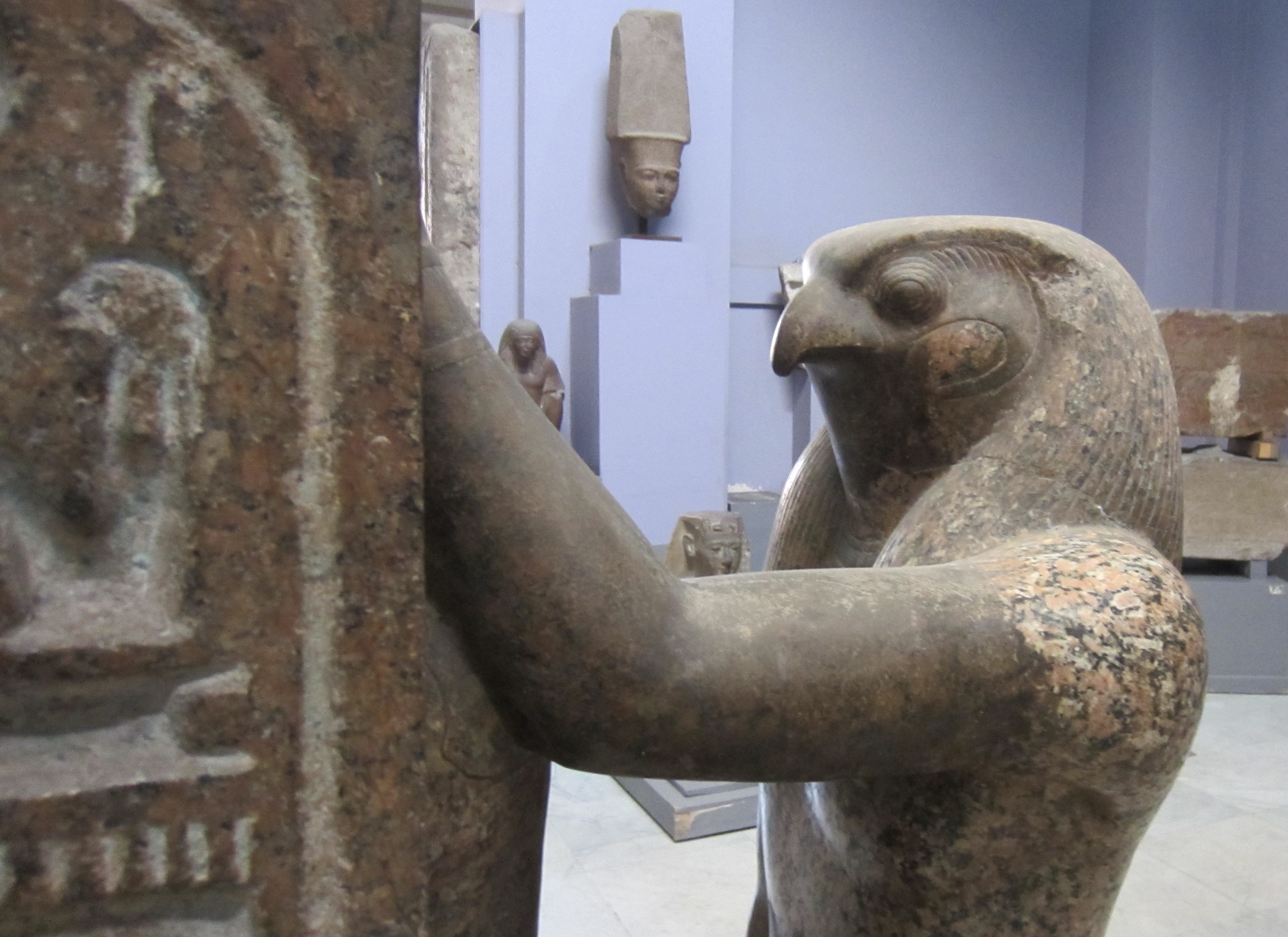
Na mitologia egípcia, Hórus é retratado por um falcão (ou um homem com cabeça de falcão), sendo provavelmente um falcão-lanário ou um falcão-peregrino.

Uma estela datada de 1400 a.C. (hoje guardada no Museu do Louvre), contém este hino sobre o tema:
Oh benevolente Ísis
que protegeu o seu irmão Osíris,
que procurou por ele incansavelmente,
que atravessou o país enlutada,
e nunca descansou antes de tê-lo encontrado.
Ela, que lhe proporcionou sombra com suas calças
e lhe deu ar com suas penas,
que se alegrou e levou o seu irmão para casa
Ela, que reviveu o que, para o desesperançado, estava morto,
que recebeu a sua semente e concebeu um herdeiro,
e que o alimentou na solidão,
enquanto ninguém sabia quem era…
Hórus foi o Deus solar e o redentor dos egípcios.

## Hórus e o cristianismo
Hórus é a segunda pessoa da divina família egípcia, composta por Osíris, o pai, Hórus, o filho e Ísis, a mãe.
Alguns autores sugerem que a história de Jesus pode ter sido baseada em várias outras histórias de deuses mais antigos, principalmente, Hórus. Em suas mãos Hórus carrega as chaves da vida, da morte e da fertilidade. O primeiro filme da série Zeitgeist, o documentário O Deus que Não Estava Lá e o filme de Bill Maher, Religulous, expõem a ideia de que a história de Jesus seria uma cópia da história de Hórus. Contudo há controvérsias quanto ao documentário Zeitgeist.
Na religião cristã, a Virgem Maria concebeu Jesus através da ação do Espírito Santo, permanecendo, segundo a tradição católica, sempre virgem. Já Hórus, segundo a mitologia egípcia, era filho de Isis com Osíris, e teria nascido depois que sua mãe ter feito um pênis com a mão, por não ter encontrado essa parte do corpo do falecido companheiro. A alegação de que Jesus e Osíris tenham nascido ambos em 25 de dezembro também não se sustenta, primeiro não existem citações bíblicas evidências ou históricas do nascimento de Jesus nesta data e Hórus, segundo a teoria mais aceita teria nascido durante o mês de Khoiak (outubro/novembro).
Diferente de algumas alegações, o nascimento de Hórus não teria sido anunciado por nenhuma estrela no Oriente. Outro ponto de destaque é que Hórus nunca chegou a sair do Egito (até porque lá seria o seu país natal), diferente de Jesus, que segundo os evangelhos foi ao Egito e depois retornou a Israel. Outro mito é que Hórus foi batizado por Anúbis, contudo, não existem referências a tal personagem, bem como não havia o costume do batismo nas águas no Egito antigo. Outras comparações já desmitificadas são as alegações de Hórus ter tido o mesmo número de seguidores que Jesus; de ter andado sobre as águas e de ter ressuscitado El-Azur-U, ter tido títulos iguais e ter sido crucificado. Segundo críticos à comparaçao de Jesus e Hórus, nenhum dos eventos relacionados na escatologia cristã teriam ocorrido com Hórus na mitologia egípcia.